# Любно (Радовлиця)
Любно (словен. Ljubno) — поселення в общині Радовлиця, Горенський регіон, Словенія. Висота над рівнем моря: 450,6 м.